# Ylva Gallon
Ylva Cecilia Gallon, född 13 december 1974 i Lerum, är en svensk-norsk skådespelare och dansare.

## Biografi
Gallon studerade först vid Skara Skolscen och därefter dans och drama vid olika teaterskolor i USA.[källa behövs] När hon återkom till Sverige sökte hon sig till Teaterhögskolan i Göteborg där hon utexaminerades våren 2002.[källa behövs] Efter studierna har hon varit engagerad vid Backa Teater. Hon har även varit verksam vid Göteborgs Stadsteater och Dramaten.
Hon regidebuterade 2005 med Christian Augrells pjäs Allebarnsland och har även regisserat Ruttet – ett prinsessliv på Teater Kurage 2008 samt föreställningen Ful på Teater Eksem. Hon har därtill koreograferat föreställningar på Backa Teater.

## Filmografi
Roller
- 2002 – Villospår
- 2002 – Utan titel
- 2003 – Irmelin
- 2004 – Kommissarie Winter (TV-serie)
- 2004 – Alltid på en tisdag
- 2004 – Ensam är stark
- 2006 – Keillers park
- 2006 – Weekend
- 2006 – Det ordet finns inte
- 2007 – Juni
- 2007 – Incidenten
- 2008 – En enastående studie i mänsklig förnedring
- 2008 – Balettkungen
- 2009 – Någon annanstans
- 2010 – Isolerad
- 2010 – Till det som är vackert
- 2010 – Händelse vid bank
- 2010 – Denna plötsliga lycka
- 2011 – Anno 1790 (TV-serie)
- 2011 – No Sex Just Understand
- 2013 – Förtroligheten
- 2019 – Koko-di koko-da
- 2024 – Doktrinen (TV-serie)

Producent
- 2011 – No Sex Just Understand
- 2011 – Last Call

## Teater

### Roller (ej komplett)
| År   | Roll     | Produktion                                                                    | Regi              | Teater                 |
| ---- | -------- | ----------------------------------------------------------------------------- | ----------------- | ---------------------- |
| 2002 |          | Hatten är din Mats Kjelbye                                                    | Alexander Öberg   | Backa teater           |
| 2002 | Saga     | Nefertitis barn Jonna Nordenskiöld                                            | Malin Stenberg    | Backa teater           |
| 2003 |          | Cabaret John Kander, Fred Ebb och Joe Masteroff                               | Alexander Öberg   | Backa teater           |
| 2007 |          | Den utvalda Mattias Andersson                                                 | Carolina Frände   | Göteborgs stadsteater  |
| 2008 |          | Butterfly Kiss Phyllis Nagy                                                   | Malin Stenberg    | Göteborgs Stadsteater  |
| 2009 | Askungen | Askungen Sofia Fredén                                                         | Malin Stenberg    | Dramaten               |
| 2019 |          | Flickan med svavelstickorna (Den lille Pige med Svovlstikkerne) H.C. Andersen | Rikard Lekander   | Backa Teater           |
| 2019 |          | Vi som fick leva om våra liv Mattias Andersson                                | Mattias Andersson | Backa Teater/ Dramaten |